# Temburong
Temburong je nejvýchodnější a nejméně lidnatý ze čtyř okresů (daerah), na které je rozdělen stát Brunej na ostrově Borneo. Vytváří exklávu oddělenou od zbytku země územím Malajsie. Má rozlohu 1166 km² a žije v něm 8852 obyvatel (podle sčítání z roku 2011), hlavním městem je Bangar se čtyřmi tisíci obyvatel. Temburong se dále dělí na pět menších administrativních jednotek (mukim): Amo, Bangar, Batu Apoi, Bokok a Labu, a ty na 75 obcí (kampung).
Exkláva vznikla v roce 1890, kdy Charles Brooke, bílý rádža Sarawaku, zabral oblast Limbang tvořící koridor sahající až k Brunejskému zálivu a dělící brunejské území na dvě části. V březnu 2020 byl otevřen 30 km dlouhý most Sultána Omara Aliho Saifuddeina přes záliv, který spojil Temburong s hlavním městem Bandar Seri Begawan, aby nebylo nadále nutné jezdit přes malajsijské území a absolvovat pohraniční kontroly.
Region je porostlý převážně primárním tropickým pralesem, byl zde zřízen národní park Ulu Temburong, kde roste endemický druh bambusu Temburongia. Díky mimořádně zachované přírodě se stává oblast významnou turistickou destinací. Na území Temburongu se nachází nejvyšší brunejská hora Bukit Pagon (1850 m n. m.). Západní hranici se Sarawakem tvoří řeka Pandaruan a východní řeka Sungai Bangau, městem Bangar protéká řeka Sungai Temburong, která dala okresu jméno. U pobřeží se nacházejí ostrovy Palau Selirong, Palau Siarau a Palau Kitang.